# Programa de concursos

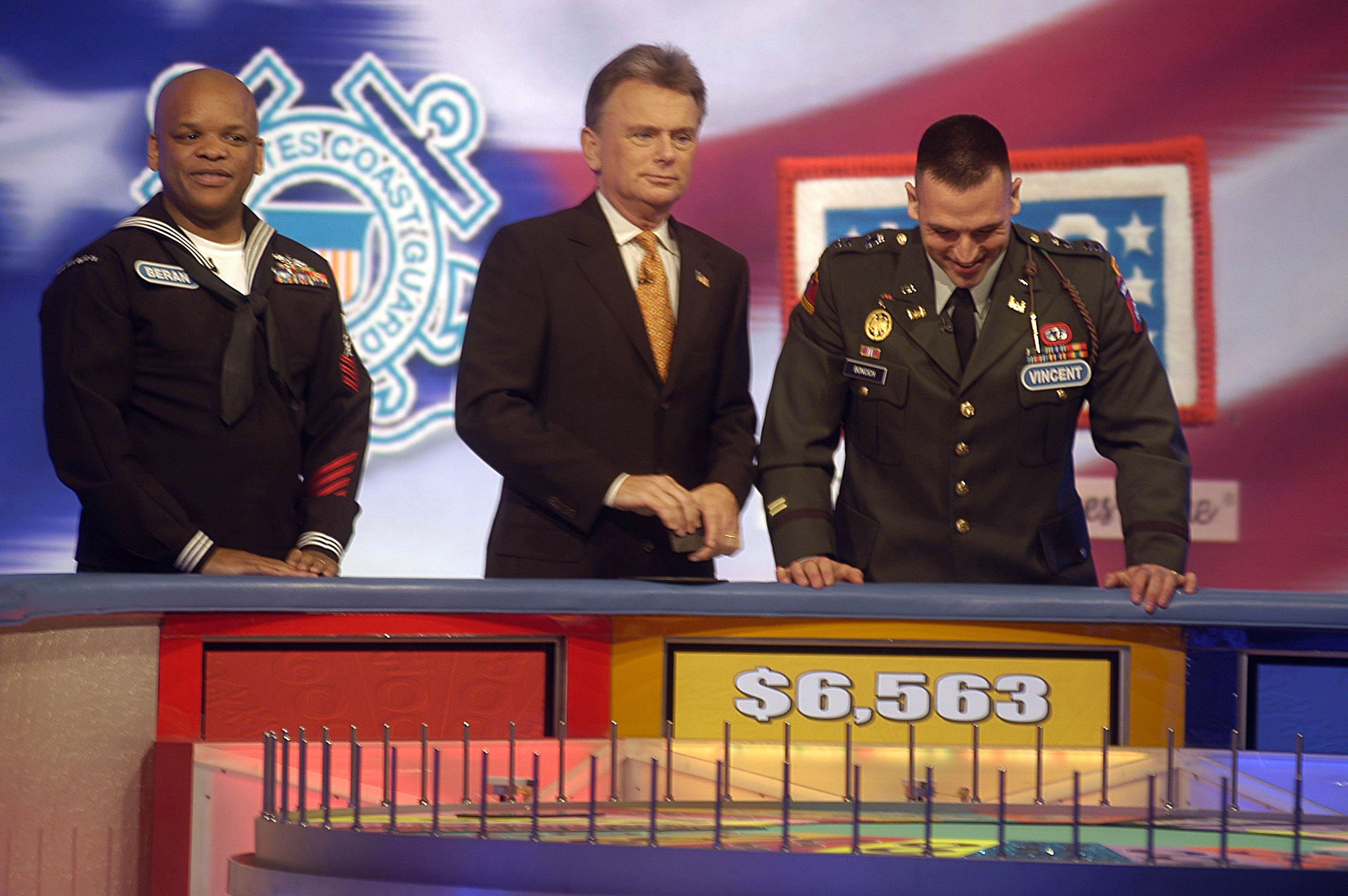
Militares estadounidenses participando en el concurso de televisión Wheel of Fortune con su presentador, Pat Sajak.

Un programa de concursos es un formato de programa de televisión o radio en el cual uno o más participantes (miembros del público, personalidades o celebridades) realizan una serie de actividades para obtener el máximo número de puntos, los cuales serán canjeados a lo largo del programa a cambio de premios. El concursante o equipo que obtenga más puntos es recompensado con premios como dinero en efectivo, vacaciones, y productos proporcionados normalmente por los patrocinadores del programa, quienes usualmente lo hacen por los propósitos de publicidad por emplazamiento. Los premios suelen ser presentados por bellas modelos. En la mayoría de los concursos los participantes suelen competir contra otros jugadores u otro equipo, mientras que en otros se esfuerzan solo para obtener una buena marca o puntuación.
Estos programas son generalmente franquicias creadas en un determinado país, mayoritariamente Estados Unidos, que tras obtener éxito en dicho país de origen son vendidos los derechos internacionalmente para realizar versiones locales del mismo.
En Estados Unidos, los primeros programas de concursos televisivos, transmitidos en las década de 1940 y 1950, derivaban de otros realizados en las cadenas de radio. La popularidad de los game shows (que originalmente eran llamados quiz shows, debido a que la mayoría se trataba de juegos de preguntas y respuestas, que luego derivaron a juegos de palabras y apuestas), en dicho país decayó luego del gran escándalo del programa Twenty One, donde uno de los miembros de la producción le daba las respuestas a uno de los participantes.

## Historia

### 1930s–1950s

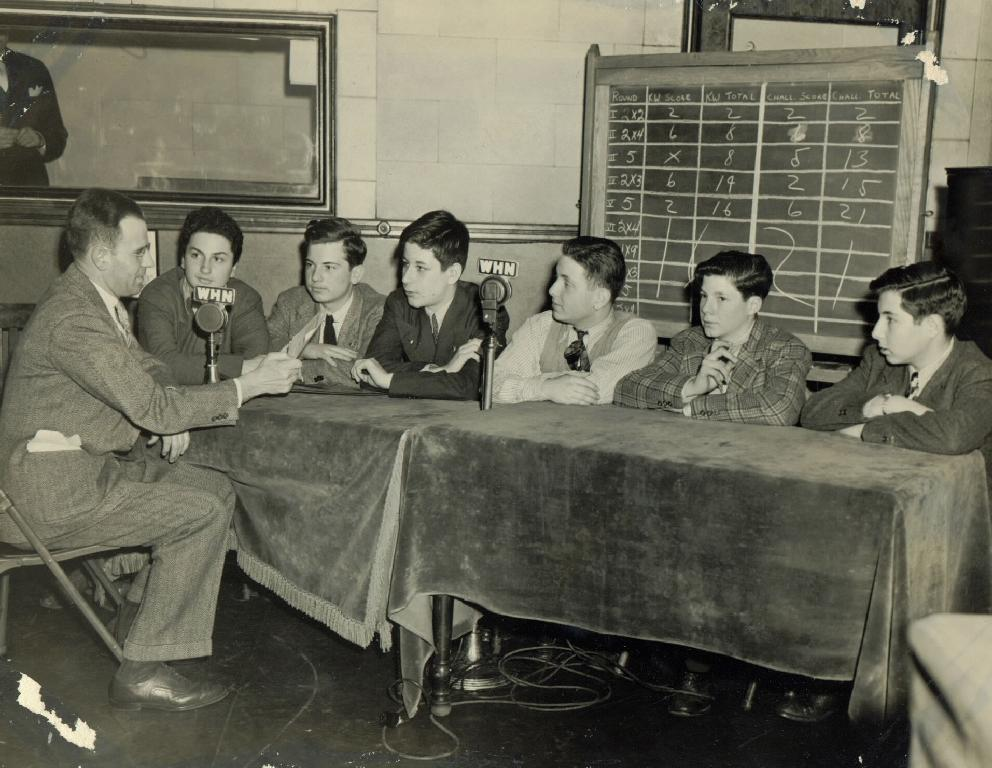
1938 concurso de radio Whiz Kids en WHN Radio en Nueva York

Los concursos empezaron a aparecer en la radio y la televisión a finales de los años treinta. El primer concurso de televisión, Spelling Bee, así como el primer concurso de radio, Information Please, se emitieron en 1938; el primer gran éxito en el género de los concursos fue Dr. I.Q., un concurso de radio que comenzó en 1939.

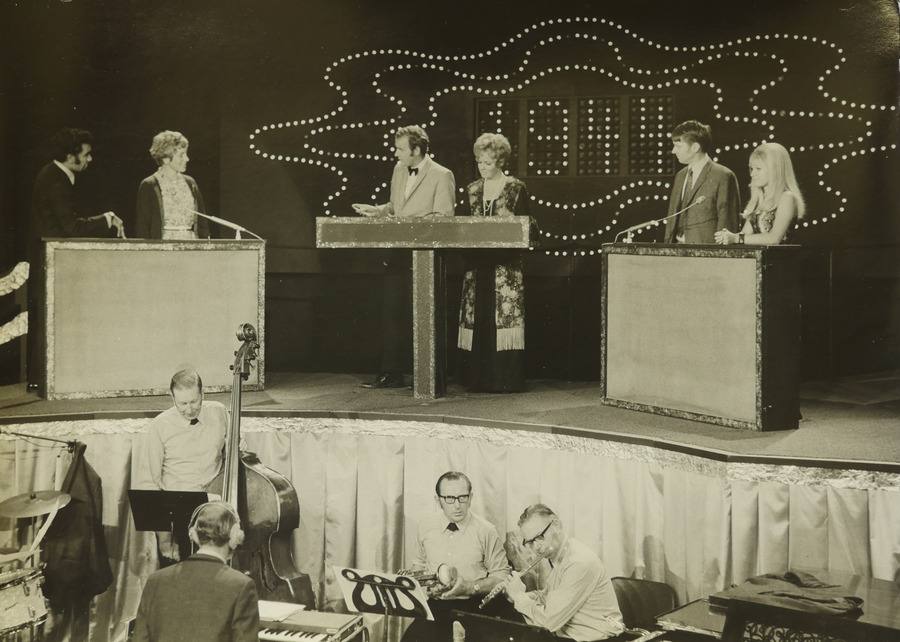
Note For Note, un concurso neozelandés de alrededor de 1960

Truth or Consequences fue el primer programa de juegos emitido en televisión con licencia comercial; CBS Television Quiz le siguió poco después como el primero de programación regular. El primer episodio de cada uno de ellos se emitió en 1941 con carácter experimental. A lo largo de la década de 1950, cuando la televisión empezó a impregnar la cultura popular, los concursos se convirtieron rápidamente en un elemento fijo. Los programas diurnos se emitían con apuestas bajas para atraer a las amas de casa. Los programas de apuestas más altas se emitían en prime time. (Una excepción particular en esta época fue You Bet Your Life, aparentemente un programa de juegos, pero el concepto de programa de juegos era en gran medida un marco para un talk show moderado por su presentador, Groucho Marx). A finales de la década de 1950, juegos de alto riesgo como Twenty-One y The $64,000 Question iniciaron un rápido aumento de popularidad. Sin embargo, el auge de los concursos fue efímero. En 1959, se descubrió que muchos de los concursos de mayor audiencia eran tendenciosos o estaban directamente trucados en los escándalos de los concursos de la década de 1950 y el descenso de audiencia llevó a la cancelación de la mayoría de los concursos en horario de máxima audiencia.
Una primera variante del concurso, el panel show, sobrevivió a los escándalos de los concursos. En programas como What's My Line?, I've Got a Secret y To Tell The Truth, grupos de famosos entrevistaban a un invitado para averiguar algún dato sobre él; en otros, los famosos respondían a preguntas. Los juegos de paneles tuvieron éxito en horario de máxima audiencia hasta finales de la década de 1960, cuando se retiraron de la televisión debido a su bajo presupuesto. Los juegos de mesa volvieron a la televisión diurna estadounidense (donde se toleraban los presupuestos más bajos) en los años 70 a través de programas cómicos como Match Game y Hollywood Squares. En el Reino Unido, las presiones demográficas comerciales no eran tan importantes, y las restricciones impuestas a los concursos a raíz de los escándalos limitaron el estilo de los juegos y la cantidad de dinero que se podía conceder. Los programas de debate se mantuvieron en horario de máxima audiencia y han seguido prosperando; se han transformado en escaparates para los mejores cómicos del país en programas como Have I Got News for You, ¿Te Mentiría?, Mock the Week, QI, y 8 Out of 10 Cats, todos los cuales ponen un gran énfasis en la comedia, dejando los puntos como meras formalidades. El hecho de centrarse en cómicos ingeniosos ha dado como resultado unos índices de audiencia elevados, que, combinados con los bajos costes de producción, no han hecho sino estimular el crecimiento del fenómeno de los programas de debate en el Reino Unido.

### 1950s-1970s

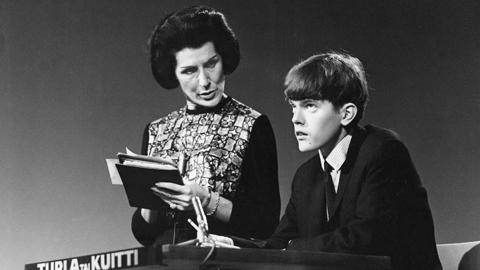
Tupla tai kuitti (1958-1988), un concurso de Finlandia con la presentadora Kirsti Rautiainen (izquierda) y el concursante Markku Kivekäs (derecha) en 1965

Los concursos siguieron siendo un elemento fijo de la televisión diurna estadounidense durante la década de 1960, tras los escándalos de los concursos televisivos. A principios de la década de 1960, los juegos con apuestas más bajas volvieron ligeramente a la televisión diurna. Algunos ejemplos son ¡Jeopardy!, que comenzó en 1964, y la versión original de The Match Game, emitida por primera vez en 1962. En 1963 comenzó Let's Make a Deal y en la década de 1960 también debutaron Hollywood Squares, Password, The Dating Game, y The Newlywed Game.
Aunque CBS abandonó los concursos diurnos en 1968, las demás cadenas no siguieron su ejemplo. La televisión en color se introdujo en el género de los concursos a finales de la década de 1960 en las tres cadenas. La década de 1970 vio el renacimiento de los concursos, con el debut de nuevos juegos y mejoras masivas de los ya existentes en las principales cadenas. The Price is Right, una actualización del concurso homónimo de los años 50, debutó en 1972 y marcó el regreso de la CBS al formato de concurso en su purga rural. The Match Game se convirtió en Match Game 73, que resultó lo suficientemente popular como para provocar un spin-off, Family Feud, en ABC en 1976. The $10,000 Pyramid y sus numerosos derivados de apuestas más altas también debutaron en 1973, mientras que la década de 1970 también vio el regreso del productor y presentador de programas de juegos anteriormente caído en desgracia Jack Barry, que estrenó The Joker's Wild y una versión limpia del anteriormente amañado Tic-Tac-Dough en la década de 1970. Rueda de la fortuna debutó en la NBC en 1975. La «Regla de acceso al prime time», que entró en vigor en 1971, prohibió a las cadenas emitir en la franja horaria de 7 a 8 de la tarde inmediatamente anterior al prime time, abriendo franjas horarias para la programación sindicada. La mayoría de los programas sindicados eran adaptaciones "nocturnas" de los concursos diurnos de las cadenas. Al principio se emitían una vez a la semana, pero a finales de los 70 y principios de los 80 la mayoría de los juegos se emitían cinco días a la semana. A finales de los 2000, los concursos se emitían 7 veces por semana, dos veces al día.

### 1980s-1990s
Los programas de juegos eran la prioridad más baja de las cadenas de televisión y se rotaban cada trece semanas si no tenían éxito. La mayoría de las cintas se wiped hasta principios de la década de 1980. En el transcurso de la década de 1980 y principios de 1990, a medida que se producían menos éxitos nuevos (por ejemplo, Press Your Luck, Sale of the Century, y Card Sharks), los programas de juegos perdieron su lugar permanente en la programación diurna. ABC abandonó el formato de concurso diurno a mediados de los ochenta (volvió brevemente al formato durante una temporada en 1990 con la reposición de Match Game). El bloque de juegos de la NBC también duró hasta 1991, pero la cadena intentó recuperarlo en 1993 antes de cancelarlo de nuevo en 1994. La CBS eliminó la mayoría de sus concursos, excepto The Price Is Right, en 1993. En beneficio del género, los traslados de La rueda de la fortuna y un renacimiento modernizado de ¡Jeopardy! a la sindicación en 1983 y 1984, respectivamente, tuvieron y siguen teniendo un gran éxito; los dos son, a día de hoy, fijos en el "periodo de acceso" del prime time.
La televisión por cable también permitió el debut de programas de juegos como Supermarket Sweep y Debt (Lifetime), Trivial Pursuit y Family Challenge (Family Channel), y Double Dare] (Nickelodeon). También abrió un mercado hasta entonces subdesarrollado de reposiciones de programas de juegos. Cadenas de interés general como CBN Cable Network (precursora de Freeform) y USA Network tuvieron bloques populares de reposiciones de programas de juegos desde mediados de los 80 hasta mediados de los 90, antes de que ese nicho de mercado fuera superado por Game Show Network en 1994.
En el Reino Unido, los programas de juegos han tenido un lugar más estable y permanente en la parrilla televisiva y nunca perdieron popularidad en la década de 1990 como ocurrió en Estados Unidos, debido en parte a que los programas de juegos estaban muy regulados por la Independent Broadcasting Authority en la década de 1980 y a que esas restricciones se levantaron en la década de 1990, lo que permitió la celebración de juegos con apuestas más altas.

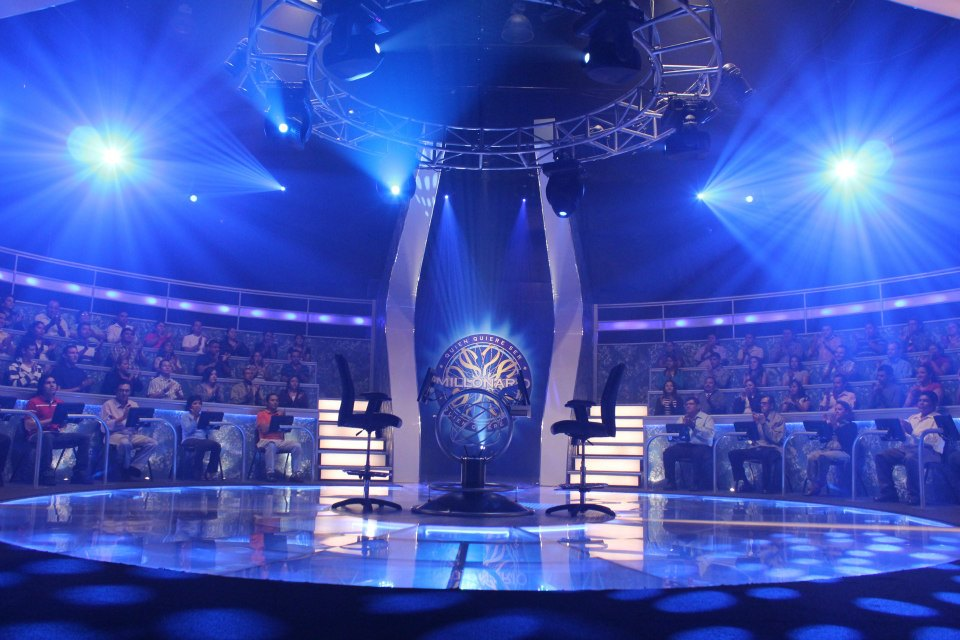
El concurso británico de 1998 "¿Quién quiere ser millonario?" pasó a tener licencia internacional (versión salvadoreña)

Después de que la popularidad de los concursos llegara a su punto más bajo a mediados de los años noventa en Estados Unidos (cuando El precio justo era el único concurso que seguía emitiéndose en las cadenas de televisión diurnas y se cancelaron numerosos concursos diseñados para la televisión por cable), el concurso británico ¿Quién quiere ser millonario? En su estreno en Estados Unidos en 1999, el programa fue un éxito y se convirtió en un habitual de la programación de máxima audiencia de ABC hasta 2002. En la época del milenio se intentaron varios juegos de apuestas altas de menor duración, tanto en Estados Unidos como en el Reino Unido, como Winning Lines, La silla, Avaricia, Paranoia, y Shafted, lo que llevó a algunos a bautizar este periodo como "La locura de los programas de juegos millonarios". El boom no tardó en quebrar, ya que en julio de 2000 se habían cancelado casi todos los programas imitadores del millón de dólares (una de esas excepciones fue Winning Lines, que siguió emitiéndose en el Reino Unido hasta 2004, aunque se canceló en Estados Unidos a principios de 2000); No obstante, estos concursos con apuestas más altas abrieron la puerta a concursos de telerrealidad como Survivor y Big Brother, en los que los concursantes ganan grandes sumas de dinero por sobrevivir a sus compañeros en un entorno determinado. Varios programas de juegos volvieron al horario diurno en sindicación también durante esta época, como Family Feud, Hollywood Squares y Millionaire.

## Franquicias y adaptaciones en Iberoamérica

### Who Wants to Be a Millionaire?
Formato de origen británico, creado por la productora Celador estrenado en 1998 por la cadena ITV 1 con Chris Tarrant como presentador. Otorga un premio millonario (1 millón de libras esterlinas en la versión original) a aquella persona que logre constestar correctamente 15 preguntas de cultura general.

#### Adaptaciones en Iberoamérica
- ¿Quién Quiere Ser Millonario?
  -  España (2005-2009) por Antena 3 con Carlos Sobera, en 2009 Antonio Garrido y con Juanra Bonet en 2020
  -  Colombia (2000-2011) por Caracol Televisión y 2013-2015) por RCN Televisión con Paulo Laserna Phillips
  -  Venezuela (2000-2017) en RCTV (ahora Televen) con Eladio Lárez.
  -  Chile (2001-2003) por Canal 13 con Don Francisco y luego Sergio Lagos
  -  Ecuador (2001-2004, 2009-2011) por Ecuavisa con Alfonso Espinosa de los Monteros
  -  Perú (2001-2002) por Red Global con Güido Lombardi
  -  Argentina (2000-2002, 2019-2020) en Canal 13 (Argentina) con Julián Weich y Telefe con Santiago del Moro
  -  Panamá (2009-2012) en Telemetro Panamá con Atenogenes Rodríguez
  -  Uruguay (2001-2002) en Teledoce con Andrés Tulipano.
  -  México (2010, 2012) en Azteca 13 y Azteca 7 con Pablo Latapí
  -  El Salvador (2010-2014) en Canal 4 con Willie Maldonado

- ¿Quién Merece Ser Millonario?
  -  Chile (2006-2010), variante benéfica de la original, por Canal 13 con Don Francisco.

- ¿Quieres Ser Millonario? 50 x 15
  -  España (1999-2001) por Telecinco con Carlos Sobera.
- El Millonario
  -  España (2012) por La Sexta con Nuria Roca.

### The Weakest Link
Formato de origen británico, creado por la BBC.

#### Adaptaciones en Iberoamérica
- El Rival Más Débil
  -  España (2002-2003) por TVE 1 con Nuria González y Karmele Aramburu, y 9 concursantes por un premio de € 7.200
  -  Chile (2004) por Canal 13 con Catalina Pulido, y 8 concursantes por un premio de CL$40.000.000
  -  Colombia (2003) por Canal Uno con Andrea Vázquez, y 8 concursantes por un premio de COP$150.000.000
  -  México (2003-2009/2013-2014) por Azteca 13 con Montserrat Ontiveros, posteriormente con Lolita Cortés, y 8 concursantes por un premio de $200.000.

### What's My Line?
Formato de origen estadounidense, creado por Mark Goodson y Bill Todman para la CBS. Es el concurso que más tiempo ha permanecido en el horario estelar de la televisión de ese país (18 años, entre 1950 y 1967). Los concursantes deben identificar la ocupación de la persona incógnita.

#### Adaptaciones en Iberoamérica
- Adivine su vida
  -  España (Años 1960) por TVE.

- Quién soy yo
  -  Chile (1967-1979) por Canal 13 y posteriormente TVN con Enrique Bravo Menadier.

- Mi Trabajo y Yo
  -  Venezuela (Años 1960) por RCTV con Renny Ottolina.

### Jeopardy!
Formato de origen estadounidense, creado por Merv Griffin. Es un concurso de conocimientos con preguntas sobre numerosos temas, contiene uno de los tres concursantes.

#### Adaptaciones en Iberoamérica
- Jeopardy!
  -  España por Antena 3 con Carlos Sobera
  -  México (1998-2000) por Azteca Trece con Omar Fierro.
  -  Argentina por Canal 13 con Fernando Bravo.

- Los Mejores
  -  Colombia (1987) por Cadena Uno y Producciones JES con Marco Aurelio Álvarez.

### Family Feud
Formato de origen estadounidense, creado por Mark Goodson. Competencia entre familias, las que deben acertar a las respuestas de 100 personas ante una encuesta para ganarse un gran premio.

#### Adaptaciones en Iberoamérica
- Desafío Familiar
  -  Chile (1993) por TVN con Jorge Aedo.
- ¿Qué Dice Chile?
  -  Chile (2021) por Canal 13 con Martín Cárcamo
- ¿Qué dice la gente?
  -  Venezuela por Venevisión con Maite Delgado.
  -  Uruguay por Canal 10 (Uruguay) con Humberto de Vargas.

- La guerra de familias
  -  España.

- 100 Panameños dicen
  -  Panamá (2006-) por Televisora Nacional con Rolando Sterling.

- 100 Mexicanos Dijeron
  -  México (2001-2006) por Televisa con Marco Antonio Regil.

- 100 Mexicanos Dijieron
  -  México (2009-2020) por Televisa con Adrián Uribe (personaje “El Vítor”).
- 100 Mexicanos
  -  México (2024) por TV Azteca con Carlos “El Capi” Pérez

- 100 Argentinos dicen
  -  Argentina (2004–2006,2020-2021) por Canal 13 con Monchi Balestra (2004-2006) y Dario Barassi (2020-2021)

- 100 Colombianos dicen
  -  Colombia  por Canal Caracol con Carlos Calero.

- 100 peruanos dicen
  -  Perú (2013) por América Television con Bruno Pinasco

- 100 latinos dijeron
  -  Estados Unidos. El programa dio inicio el 9 de septiembre de 2013 en el horario de las 20. Se emite por el canal MundoFox y es conducido por Marco Antonio Regil.

### The Price Is Right
Formato de origen estadounidense, creado en 1956 por Bob Stewart para Mark Goodson-Bill Todman Productions. Emitido inicialmente por NBC, y posteriormente por ABC. En 1972 comenzó la versión actual del programa, emitida por CBS. Otorga varios premios en objetos y dinero mediante la realización de variados juegos que involucran los precios de venta de determinados productos.

#### Adaptaciones en Iberoamérica
- El Precio Justo
  -  España (1988-1993) por TVE1 con Joaquín Prat.
  -  España (1999-2001) por TVE1 con Carlos Lozano y posteriormente Guillermo Romero.
  -  España (2006) por Antena 3 con Juan y Medio.
  -  España (2021-) por Telecinco con Carlos Sobera
  -  Argentina (1999-2000) por Azul TV y desde 2000 por Canal 13, con Fernando Bravo por Telefe con Lizy Tagliani desde 2019.
  -  Venezuela (2002-2004) por RCTV con Winston Vallenilla.

- Diga lo que Vale
  -  Perú (1980-1984) por Panamericana TV con Johnny López.
  -  Chile (1981-1987) por Canal 13 con Don Francisco.

- El Precio es Correcto
  -  Colombia (Años 1980) por Cadena Uno y RTI Colombia con Gloria Valencia de Castaño.
  -  Colombia (2011-presente) por Caracol Televisión con Iván Lalinde.
  -  Chile (2024-presente) por Vía X con Leo Caprile
- Atínale al Precio
  -  México (1997-2001 y 2010-2011) por Televisa con Marco Antonio Regil (1997-1999 y 2010-2011) y Héctor Sandarti (1999-2001).

### Wheel of Fortune
Formato de origen estadounidense, creado por Merv Griffin para NBC en 1975, y que se emitía en horario diurno hasta 1991. La versión que se emite actualmente corresponde a la versión sindicalizada, en horario nocturno, que se emite desde 1983.

#### Adaptaciones en Iberoamérica
- La Rueda de la Fortuna
  -  Chile (1979) por Canal 13 con Rodolfo Torrealba.
  -  México (Años 1990) por Canal de las estrellas con Laura Flores
  -  Panamá (2001) por TVN
  -  Panamá (2010) por Telemetro
  -  Ecuador por Ecuavisa.
  -  Colombia (2013) por Canal RCN con Carlos Calero

- La Rueda de la Suerte
  -  México (2023) por TV Azteca con Rafael Mercadante, Curvy Zelma y Menny Carrasco
- La Ruleta de la Fortuna
  -  España (Años 1990) por Antena 3 y Telecinco.

- La Ruleta de la Suerte
  -  España (2006 - presente) por Antena 3 con Jorge Fernández
  -  Perú (2011 - 2012) por Frecuencia Latina con Cristian Rivero

- Tiempo Límite
  -  Argentina (2005-2007) por América.

- ¿Quién Sabe Más?
  -  Puerto Rico (2014-2016) por WIPR.

- Estrella de la Fortuna
  -  Venezuela (1984-1989) por Venevisión (Venezuela) con Corina Azopardo.